# Isaias Pimentel

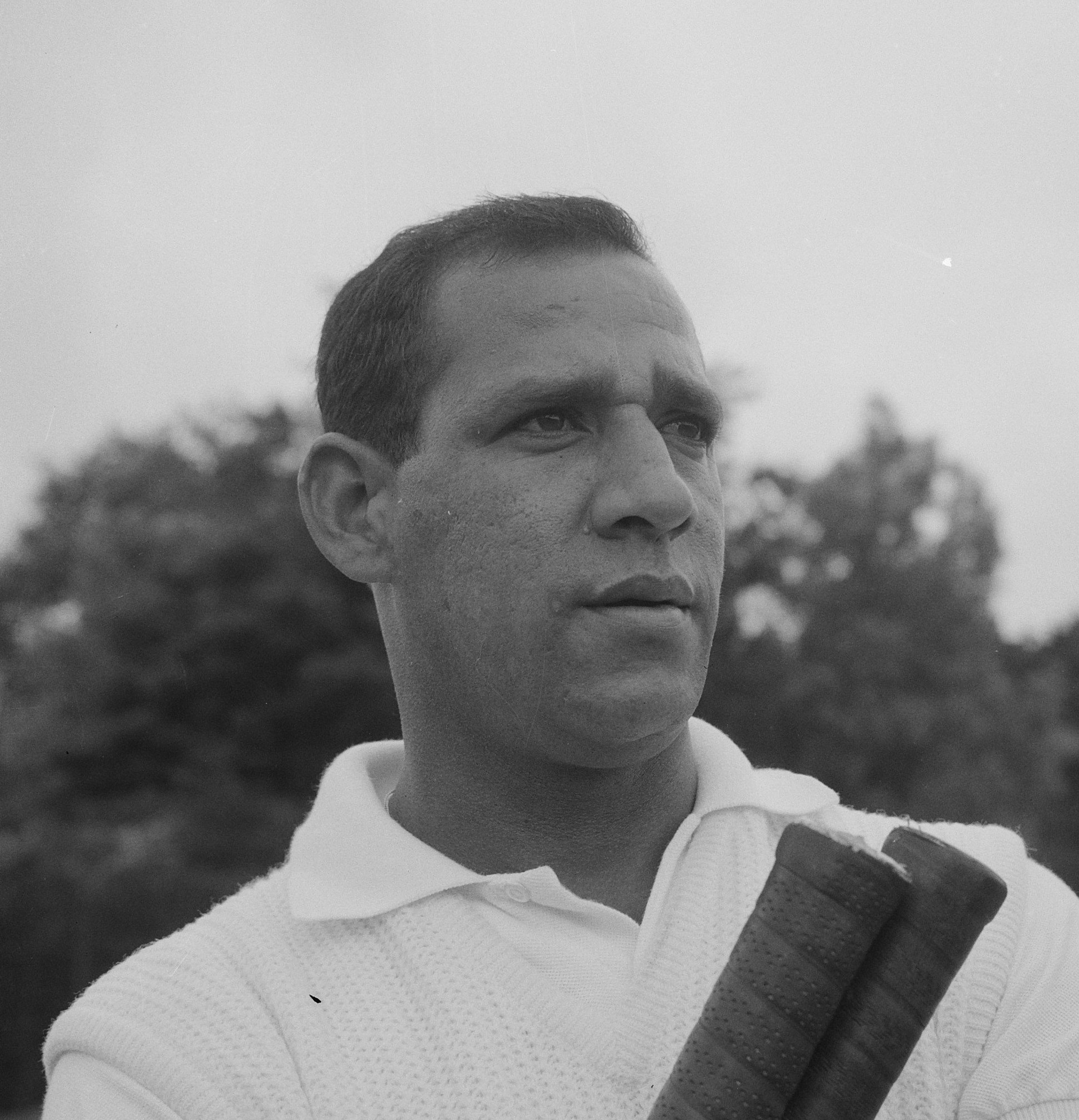
Iyo Pimentel (1965)

Isaias Samuel (Iyo) Pimentel (Willemstad (Curaçao), 16 februari 1933 - 26 juni 2017) was een Venezolaans tennisser.

## Biografie
Pimentel begon op tienjarige leeftijd met tennissen. Hij werd op zijn dertiende jeugdkampioen van Curaçao en op zijn zestiende kampioen klasse A. Daarna vertegenwoordigde hij Curaçao in onder andere Mexico, Suriname en op Midden-Amerikaanse toernooien, waar hij steeds als overwinnaar uit de bus kwam.
Op zijn vijfentwintigste stond hij zestiende op de wereldranglijst.  Pimentel speelde tussen 1955 en 1965 op Roland Garros, Wimbledon. In 1961 bereikte hij de kwartfinales van Wimbledon. Dat bezorgde hem het lidmaatschap van “The last 8 Club” van Wimbledon. In de Davis Cup speelde hij namens Venezuela twaalf partijen die hij allen verloor.
Na zijn actieve loopbaan gaf Pimentel vijfentwintig jaar tennisles op de Curaçaose Sport Club. In 1999 stopte hij met tennissen. Door een val raakten enkele zenuwen bekneld waardoor hij een half jaar last had van verlammingsverschijnselen. Na de revalidatie bleek hij niet goed meer te kunnen sporten. Zowel op Curaçao als in Venezuela is een toernooi naar hem vernoemd. 
Hij overleed op 84-jarige leeftijd in zijn geboortestad.

## Internationale toernooien
- Roland Garros:
  - deelname in 1955, 1956, 1958, 1960, 1962, 1964, 1965,
  - beste resultaat: R32 in 1958 en 1961
- Wimbledon
  - deelname in 1955, 1956, 1957, 1958, 1961, 1962, 1964, 1965
  - beste resultaat: QF in 1961
- US Open
  - deelname in 1959, 1960, 1964
  - beste resultaat: R32 in 1960
- Conde de Godo, deelname in 1956
- Caribbean Hilton championships, deelname in 1958
- Internationaal tenniskampioenschap van Kennemerland, deelname in 1965